# Veriora (gemeente)
Veriora (Estisch: Veriora vald) is een voormalige gemeente in het zuidoosten van de Estlandse provincie Põlvamaa. De gemeente telde 1350 inwoners op 1 januari 2017 en had een oppervlakte van 200,4 km².
In oktober 2017 werd Veriora bij de gemeente Räpina gevoegd.
De landgemeente telde dertig nederzettingen, waarvan de hoofdplaats Veriora de status van alevik (vlek) heeft.
Tot de gemeente behoorde het hoogveenmoerasgebied Meenikunno, dat sinds 1981 een beschermd natuurgebied is en tot het Natura 2000-netwerk behoort.

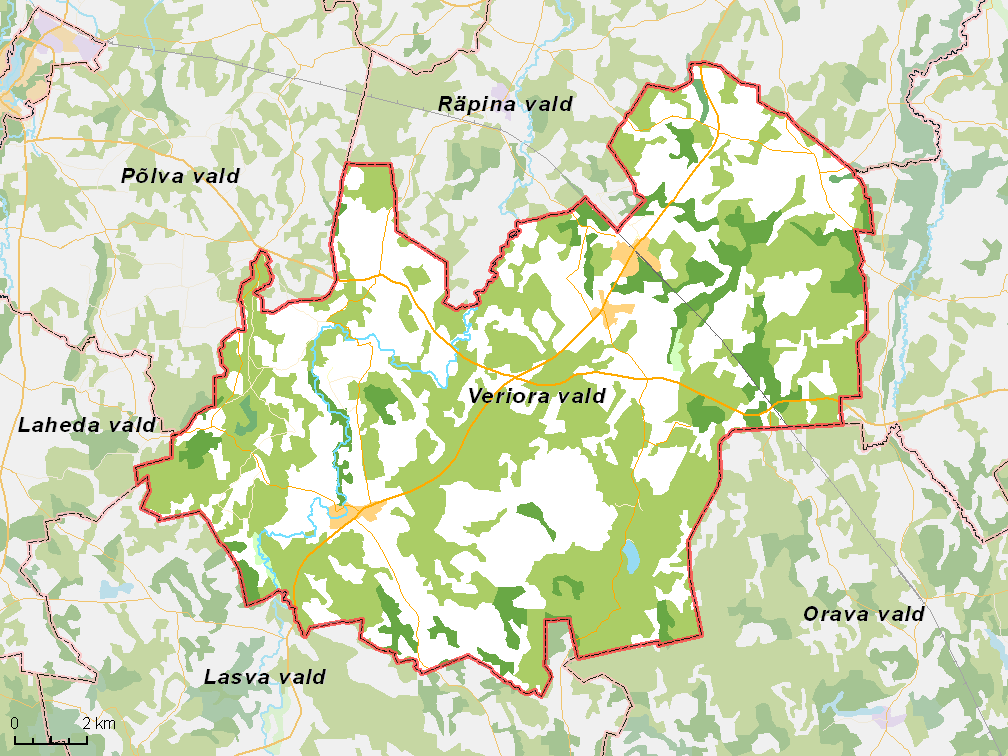
De gemeente met omliggende gemeenten, situatie begin 2017